# جون بالدوين باكستون
جون بالدوين باكستون (بالإنجليزية: John Baldwin Buckstone)‏ (14 سبتمبر 1802 - 31 أكتوبر 1879) هو ممثل إنجليزي وكاتب مسرحي وكوميدي كتب 150 مسرحية، أُنتجت الأولى منها في عام 1826.
سطع نجمه كممثل كوميدي خلال معظم مسيرته المهنية لفترات مختلفة في مسرح أديلفي ومسرح هايماركت، وتولى إدارة هايماركت من 1853 إلى 1877.

## السيرة الذاتية
وُلد باكستون في هوكستون، لندن، وهو ابن جون باكستون، صاحب متجر متقاعد، وزوجته إليزابيث (بالدوين قبل الزواج). تلقى تعليمه في مدرسة والورث للقواعد وتدرب لفترة وجيزة على متن سفينة بحرية في سن العاشرة ولكنه عاد إلى المدرسة. درس القانون وعمل محاميًا متدربًا ولكنه اتجه نحو التمثيل في سن 19 عامًا.

### بداية المشوار المهني
انضم باكستون في البداية إلى فرقة مرتحلة في عام 1821 مؤديًا دور غابرييل من رواية الأطفال في الغابة. قام بجولات لمدة ثلاثة أعوام، معظمها في جنوب شرق إنجلترا. كان إدموند كين مرشدًا له. ظهر لأول مرة في لندن في 30 يناير 1823 في مسرح سوري، بدور رامزي من رواية حظوظ نايجل. في عام 1824، انضم إلى ذلك المسرح وأدى دور بيتر سمينك من رواية الهدنة بنجاح كبير. شرع أيضًا بكتابة المسرحيات.
أدت نجاحاته إلى مشاركته في مسرح أديلفي في عام 1827، حيث عمل ممثلًا رئيسيًا في الكوميديا الهابطة حتى عام 1833. وُصف تمثيل باكستون بأنه «توليفة من الدهاء والفكاهة، بتفاعلها مع بعضها البعض ... كان مضحكًا بصورة لا تُقاوَم». كتب باكستون معظم مسرحياته في النصف الأول من مسيرته المهنية، وأُنتج الكثير من هذه المسرحيات في مسرح أديلفي. بينما بلغ عمله في التمثيل ذروة نجاحه، تراجع إنتاجه في كتابة المسرحيات. في أديلفي، أدّى دور بوبي تروت في أول مسرحية ناجحة له، الميلودراما لوك العامل (1827)، والتي كتبها في عام 1826. كان هناك عدد من المسرحيات الأخرى المعروفة مثل شاطئ الحطام (1830) والتزوير (1832)، وربما كانت مسرحية الممتاز (1833) أنجح هذه المسرحيات المبكرة والتي استندت إلى رواية جيمس فينمور كوبر والتي تحمل نفس العنوان.

### أعوام الذروة
ظهر لأول مرة في مسرح هايماركت خلال فصل الصيف في عام 1833، وكتب مسرحيات لهذا المسرح، بما في ذلك مسرحية إلين وارثام (1833). تُعد المسرحية الدرامية ثلاثون عامًا من حياة امرأة نجاحًا آخرًا حققه مسرح هايماركت. في ذلك المسرح، حاز تمثيله في مسرحية مدبر المنزل على ثناء دوغلاس جيرولد (1833)، وعن دوره في بيراموس وثيسبي، وفي مسرحياته الخاصة، العم جون، و فيليسيتي الريفية، وآغنيس دي فير (جميعها في عام 1834). بقي في هايماركت حتى عام 1838، حيث أنتج مسرحية الحلم في البحر والعديد من المسرحيات الأخرى.
عاد إلى أديلفي في 1839- 1940 لكتابة عدد من المسرحيات وتأدية دور البطولة فيها، بما في ذلك مسرحية جاك شيبرد الناجحة بصورة استثنائية، والتي اقتُبست من رواية تحمل نفس الاسم ونشرها وليام هاريسون إينسوورث في ذلك العام.عقب عودته من زيارة إلى الولايات المتحدة في عام 1840، حيث صادف نجاحًا يُذكر، مثّل باكستون في مسرحيته، الحياة الزوجية، في هايماركت. ثم ظهر في العديد من المسارح في لندن، ومن بينها مسرح لايسيوم، حيث أدى دور بوكس في العرض الأول لمسرحية بوكس وكوكس، لمؤلفها جون ماديسون مورتون، في عام 1847. ابتكر هناك أيضًا دور بوب في مسرحية رؤوس مسنة وقلوب شابة لديون بوسيكولت. مثّل العديد من الأدوار البارزة الأخرى، بما في ذلك دور سلوبوي في مسرحية صرار الليل على الموقد، ودان في جون بُل، وماكدونوم من دونوم في مدرسة المكائد، وسكرَب في حيلة العاشق، وغولايتلي في أعرني خمسة شلنات، والعديد من أدوار شكسبير. في أديلفي، كتب مسرحيتي الشجيرات وأزهار الغابة، في عام 1847. حوّل رواية الأيام الأخيرة لبومبي إلى عمل درامي.
عاد إلى هايماركت في عام 1848، حيث كتب مسرحيات تضحية مثيرة للقلق وسنة كبيسة وأسرة حازمة ومثّل فيها. خلال هذه الفترة، أدى دور موسيز في تعديل ستيرلنغ كوين لرواية قس ويكفيلد، ودور أبلفيس في مسرحية الأداة لجيرولد، وشادولي سوفتهيد في مسرحية ليس بالسوء الذي نبدو عليه للورد ليتون ومثّل في العديد من إنتاجات شكسبير مع السيد والسيدة تشارلز كين.

## روابط خارجية
- جون بالدوين باكستون على موقع قاعدة بيانات برودواي على الإنترنت (الإنجليزية)
- جون بالدوين باكستون على موقع قاعدة بيانات برودواي على الإنترنت (الإنجليزية)